# Davante Adams
Davante Lavell Adams (Redwood City, California, 24 de diciembre de 1992) es un jugador profesional estadounidense de fútbol americano que juega en la posición de wide receiver y actualmente milita en Los Angeles Rams de la National Football League (NFL). Jugó al fútbol americano universitario en la Universidad Estatal de California en Fresno y fue seleccionado por los Green Bay Packers en la segunda ronda del Draft de la NFL de 2014.

## Primeros años
Adams asistió a la Palo Alto High School en Palo Alto, California, donde practicó baloncesto y ayudó al equipo de fútbol americano a ganar un campeonato estadal. Tuvo 64 recepciones para 1,094 yardas y 12 touchdowns como wide receiver, y también jugó como cornerback a la defensiva. Fue reclutado por varias universidades, y decidió finalmente asistir a la Universidad Estatal de California en Fresno.

## Carrera

### Universidad
Adams jugó con los Fresno State Bulldogs desde 2011 hasta 2013. En 2011 fue solo un jugador reserva, pero en 2012 lideró a la conferencia Mountain West con 102 recepciones para 1,312 yardas y 14 touchdowns, por lo que fue nombrado al primer equipo All-MWC. También fue nombrado como el Jugador Más Valioso del Hawaii Bowl. En 2013, lideró a la nación con 131 recepciones para 1,719 yardas y 24 touchdowns, por lo que nuevamente fue nombrado al primer equipo All-MCW y fue seleccionado al segundo equipo All-American. El 27 de diciembre de 2013, Adams anunció que renunciaría a sus dos últimas temporadas universitarias y entraría al Draft de la NFL de 2014.

### NFL

#### Green Bay Packers
Adams fue seleccionado por los Green Bay Packers en la segunda ronda (53.ª selección general) del Draft de la NFL de 2014. Fue el noveno receptor abierto en ser seleccionado ese año. El 12 de junio de 2014, firmó un contrato con los Packers.
En su temporada como novato, fue el tercer mejor receptor de los Packers por detrás de Jordy Nelson y Randall Cobb, registrando 38 recepciones para 446 yardas y tres touchdowns. El 11 de enero de 2015, en la victoria sobre los Dallas Cowboys en la Ronda Divisional, Adams estableció el récord para un novato de los Packers en yardas recibidas en un juego de postemporada con 117, incluido un touchdown de 46 yardas.
En 2015, a pesar de la ausencia de Nelson la mayor parte de la temporada, Adams tuvo un bajo rendimiento debido a las lesiones en tobillo y rodilla, registrando solo 50 recepciones para 483 yardas y un touchdown.
En 2016, Adams registró cinco anotaciones en sus primeros seis juegos, y el 26 de octubre fue nombrado Jugador Ofensivo de la Semana luego de atrapar 13 pases para 132 yardas y dos touchdowns contra los Chicago Bears en la Semana 7. Finalizó la temporada con 75 recepciones para 997 yardas y 12 touchdowns, la segunda mayor cantidad de la NFL solo por detrás de su compañero de equipo Jordy Nelson.
En 2017, Adams fue nombrado por primera vez al Pro Bowl, luego de registrar 74 recepciones para 885 yardas y 10 touchdowns, a pesar de perderse los últimos dos juegos de la temporada debido a una concusión.
El 29 de diciembre de 2017, Adams firmó una extensión de contrato con los Packers por cuatro años y $58 millones.
En 2018, Adams registró más de 100 recepciones (111) y 1,000 yardas (1,386) por primera vez en su carrera, y por tercera temporada consecutiva registró 10 touchdowns o más, por lo que fue convocado a su segundo Pro Bowl.
En 2019, Adams se perdió cuatro juegos por una lesión en el pulgar de su pie derecho. A pesar de ello, fue convocado a su tercer Pro Bowl consecutivo luego de registrar 83 recepciones para 997 yardas y cinco touchdowns.
En 2020, lideró la NFL con 18 touchdowns y registró una marca personal de 115 recepciones para 1,374 yardas, por lo que fue convocado a su cuarto Pro Bowl consecutivo. El 8 de enero de 2021, fue nombrado por primera vez al primer equipo All-Pro.
En 2021, fue nombrado a su quinto Pro Bowl consecutivo y al primer equipo All-Pro por segunda ocasión, luego de registrar 123 recepciones para 1,553 yardas y 11 touchdowns. Rompió su propio récord de franquicia de recepciones en una temporada con una actuación de 11 recepciones, 136 yardas y un touchdown en la victoria por 37-10 sobre los Minnesota Vikings en la Semana 17, y rompió el récord de yardas recibidas de una sola temporada de los Packers la semana siguiente ante los Detroit Lions.

#### Las Vegas Raiders
El 18 de marzo de 2022, los Packers cambiaron a Adams a Las Vegas Raiders a cambio de su selección de primera y segunda ronda de 2022. Junto con el intercambio, Adams firmó un contrato de cinco años y $141,25 millones, lo que lo convirtió en el receptor abierto mejor pagado de la NFL en el momento de la firma. El intercambio también reunió a Adams con su mariscal de campo universitario Derek Carr, ya que ambos jugaron juntos en Fresno State en 2012 y 2013.

## Estadísticas generales
|  | Seleccionado al Pro Bowl |

| Año   | Equipo | Juegos | Juegos | Recepciones | Recepciones | Recepciones | Recepciones | Recepciones | Recepciones | Acarreos | Acarreos | Acarreos | Acarreos | Acarreos | Acarreos | Balones sueltos |
| Año   | Equipo | GP     | GS     | Rec         | Yds         | Avg         | Long        | TD          | 1D          | Att      | Yds      | Avg      | Long     | TD       | 1D       | Balones sueltos |
| ----- | ------ | ------ | ------ | ----------- | ----------- | ----------- | ----------- | ----------- | ----------- | -------- | -------- | -------- | -------- | -------- | -------- | --------------- |
| 2014  | GB     | 16     | 11     | 38          | 446         | 11.7        | 45          | 3           | 23          | --       | --       | --       | --       | --       | --       | 0               |
| 2015  | GB     | 13     | 12     | 50          | 483         | 9.7         | 40          | 1           | 20          | --       | --       | --       | --       | --       | --       | 0               |
| 2016  | GB     | 16     | 15     | 75          | 997         | 13.3        | 66          | 12          | 46          | --       | --       | --       | --       | --       | --       | 2               |
| 2017  | GB     | 14     | 14     | 74          | 885         | 12.0        | 55          | 10          | 46          | --       | --       | --       | --       | --       | --       | 0               |
| 2018  | GB     | 15     | 15     | 111         | 1,386       | 12.5        | 57          | 13          | 64          | --       | --       | --       | --       | --       | --       | 0               |
| 2019  | GB     | 12     | 12     | 83          | 997         | 12.0        | 58          | 5           | 54          | --       | --       | --       | --       | --       | --       | 2               |
| 2020  | GB     | 14     | 14     | 115         | 1,374       | 11.9        | 56          | 18          | 73          | --       | --       | --       | --       | --       | --       | 1               |
| 2021  | GB     | 16     | 16     | 123         | 1,553       | 12.6        | 59          | 11          | 84          | --       | --       | --       | --       | --       | --       | 0               |
| Total | Total  | 116    | 109    | 669         | 8,121       | 12.1        | 66          | 73          | 410         | --       | --       | --       | --       | --       | --       | 5               |

Fuente: Pro-Football-Reference.com

## Vida personal
Adams se casó con Devanne Villarreal el 2 de junio de 2018. Su primo más joven Ralph Fields fue asesinado a tiros en Palo Alto en 2022.